# Marko Raguž
Marko Raguž (Grieskirchen, 10 giugno 1998) è un calciatore austriaco, attaccante dell'Austria Vienna.

## Caratteristiche tecniche
È un centravanti.

## Carriera

### Club
Cresciuto nel settore giovanile del LASK, ha esordito in prima squadra il 3 marzo 2017 in occasione del match di Erste Liga vinto 3-1 contro il Wacker Innsbruck.

### Nazionale
Ha giocato nelle nazionali giovanili austriache Under-18, Under-19, Under-20 ed Under-21.

## Statistiche
Statistiche aggiornate al 27 febbraio 2020.

### Presenze e reti nei club
| Stagione        | Squadra         | Campionato      | Campionato | Campionato | Coppe nazionali | Coppe nazionali | Coppe nazionali | Coppe continentali | Coppe continentali | Coppe continentali | Altre coppe | Altre coppe | Altre coppe | Totale | Totale | Totale |
| Stagione        | Squadra         | Comp            | Pres       | Reti       | Comp            | Pres            | Reti            | Comp               | Pres               | Reti               | Comp        | Pres        | Reti        | Pres   | Reti   |        |
| --------------- | --------------- | --------------- | ---------- | ---------- | --------------- | --------------- | --------------- | ------------------ | ------------------ | ------------------ | ----------- | ----------- | ----------- | ------ | ------ | ------ |
| 2015-2016       | Juniors OÖ      | RL              | 10         | 5          |                 | -               | -               |                    | -                  | -                  |             | -           | -           | 10     | 5      |        |
| 2016-2017       | Juniors OÖ      | RL              | 2          | 1          |                 | -               | -               |                    | -                  | -                  |             | -           | -           | 2      | 1      |        |
| 2017-2018       | Juniors OÖ      | RL              | 10         | 3          |                 | -               | -               |                    | -                  | -                  |             | -           | -           | 10     | 3      |        |
| 2018-2019       | Juniors OÖ      | 1L              | 27         | 15         |                 | -               | -               |                    | -                  | -                  |             | -           | -           | 27     | 15     |        |
| 2016-2017       | LASK            | 1L              | 11         | 2          | CA              | 1               | 0               |                    | -                  | -                  |             | -           | -           | 12     | 2      |        |
| 2017-2018       | LASK            | BL              | 14         | 0          | CA              | 2               | 1               |                    | -                  | -                  |             | -           | -           | 16     | 1      |        |
| 2018-2019       | LASK            | BL              | 0          | 0          | CA              | 0               | 0               |                    | -                  | -                  |             | -           | -           | 0      | 0      |        |
| 2019-2020       | LASK            | BL              | 27         | 7          | CA              | 5               | 1               | UCL+UEL            | 4+10               | 1+5                |             | -           | -           | 46     | 14     |        |
| 2020-2021       | LASK            | BL              | 6          | 2          | CA              | 2               | 1               | UEL                | 5                  | 4                  |             | -           | -           | 13     | 7      |        |
| 2021-2022       | LASK            | BL              | 9          | 1          | CA              | 1               | 0               | UECL               | 3                  | 1                  |             | -           | -           | 13     | 2      |        |
| Totale carriera | Totale carriera | Totale carriera | 116        | 36         |                 | 11              | 3               |                    | 22                 | 11                 |             | -           | -           | 149    | 50     |        |

## Palmarès
- Erste Liga: 1

LASK Linz: 2016-2017